# Pinedjem I
Pinedjem I là một Đại tư tế của Amun tại Thebes. Ông đã cai trị toàn bộ Thượng Ai Cập, song song với Pharaon Smendes (Vương triều thứ 21) ở Hạ Ai Cập trong khoảng năm 1070 đến năm 1030 TCN.

## Gia đình
Pinedjem I là con của Đại tư tế Piankh; mẹ của ông có thể là Nodjmet. Ông có 3 anh em trai (Heqanefer, Heqamaat, Ankhefenmut) và 1 chị em gái (Faienmut). Các bà vợ được chứng thực của Pinedjem I và những người con (có thể) của họ:
- Duathathor-Henuttawy, Chánh phi, có thể là con gái của pharaon Ramesses XI. Xác ướp của công chúa được tìm thấy tại ngôi mộ DB320.
  - Psusennes I, Pharaon thứ ba của Vương triều thứ 21, đóng đô tại Tanis.
  - Mutnedjmet, Chánh phi của Psusennes I, có thể là mẹ của pharaon Amenemope[3].
  - Henuttawy B, danh hiệu Kỹ nữ của Amun, được chôn cất tại ngôi mộ MMA 60[4].
  - Maatkare Mutemhat, danh hiệu Người vợ của Amun, được chôn cùng với Chánh phi Duathathor-Henuttawy[5][6].
  - Masaharta (?), tập tước Đại tư tế của Amun của Pinedjem I, được chôn tại ngôi mộ DB320[7][8].
  - Menkheperre (?), kế vị người anh em là Djedkhonsuefankh[8][9].
- Isetemkheb A, tên của bà được khắc trên một viên gạch cùng với tên của chồng[6][10].
  - Djedkhonsuefankh (?), chỉ biết đến qua cỗ quan tài của người con trai (hiện đã thất lạc)[9]. Trên đó có mang khung cartouche của Pinedjem (cũng có thể là Pinedjem II[11]). Cai trị sau Masaharta, được 1 năm thì mất, có lẽ do bị sát hại[9][12][13].
- Tentnabekhenu, chỉ được biết qua một số ít các vật dụng tang lễ của con gái bà[3][14].
  - Nauny, được cho là con gái của Pinedjem I vì công chúa được chôn tại TT358 (mộ của Ahmose-Meritamun), gần lăng mộ MMA 60 của Henuttawy B và Djedmutesankh A (vợ của Djedkhonsuefankh ?), con gái và con dâu của Pinedjem I. Nauny mất ở độ tuổi 70[14].

## Cai trị

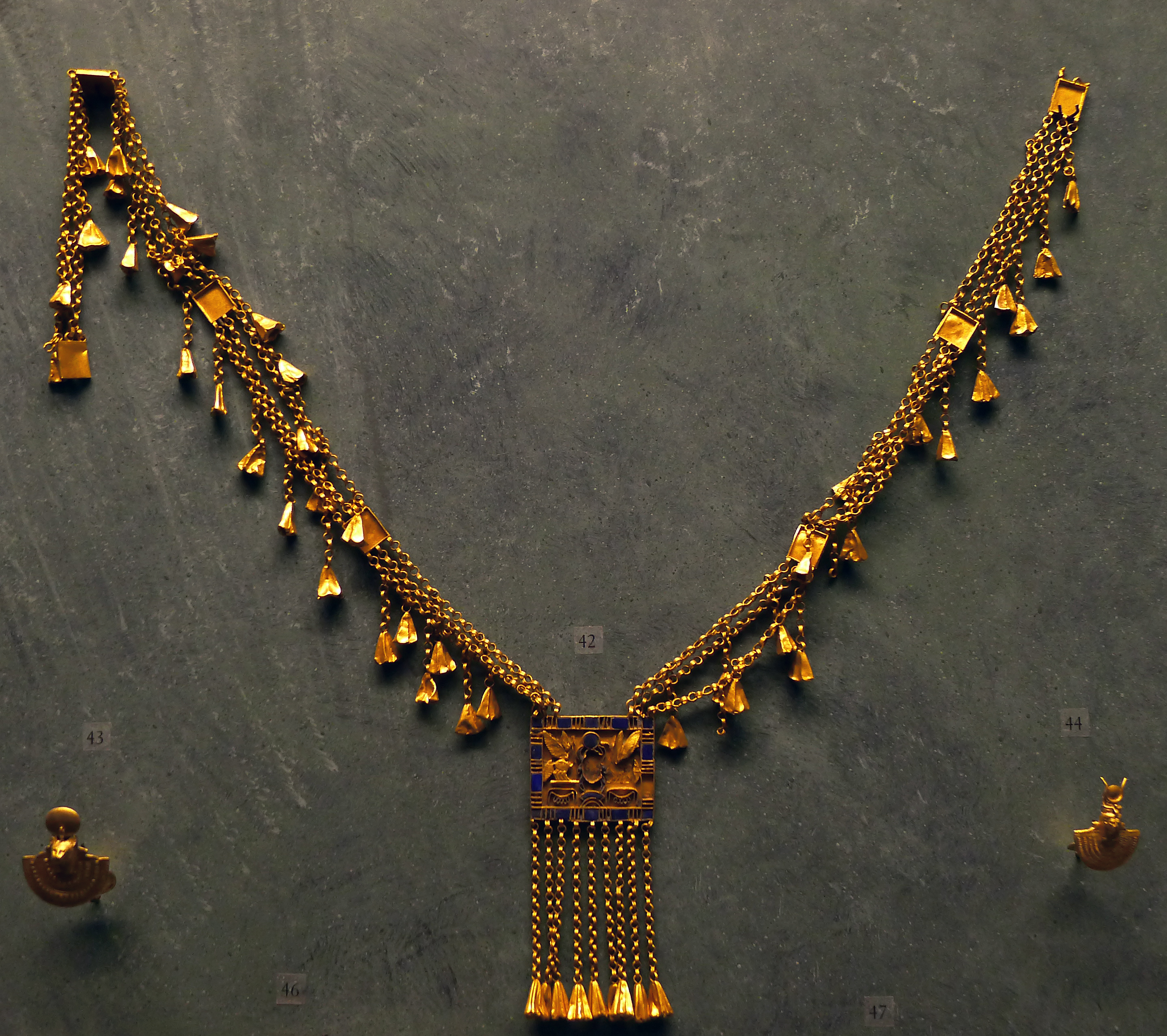
Vòng cổ bằng vàng của Pinedjem I

Theo những giả thuyết sau này, Đại tư tế Piankh mất khi Pinedjem I còn khá nhỏ để kế vị ông, vì thế mà Herihor đã lên làm Đại tư tế. Sau khi Herihor qua đời, Pinedjem đã lấy lại danh hiệu. Tuy nhiên, cũng có thể Herihor mới là người tiền vị của Piankh.
Trong thời gian cai trị của mình, Pinedjem I tăng cường quyền kiểm soát của mình đối với cả Trung và Thượng Ai Cập. Ông đã kết hôn với con gái của pharaon Ramesses XI để xây dựng mối quan hệ với hoàng gia. Khoảng năm thứ 16 của vua Smendes, Pinedjem chính thức xưng vương.
Pinedjem I cũng đã quấn lại băng vải của một số xác ướp hoàng gia thuộc Vương triều thứ 17 đến 20 và cho tái chôn cất tại ngôi mộ DB320, cũng là nơi mà xác ướp của Pinedjem được tìm thấy. Ông cũng đã cho trùng tu và bổ sung thêm nhiều đền đài dọc hai bên bờ sông Nin tại Thebes. Pinedjem cũng đã chiếm đoạt một bức tượng khổng lồ được dựng dưới thời Ramesses II tại đền Karnak. Dưới chân tượng là một công chúa Bintanath, cũng được đổi thành tên của Maatkare.

## Sách tham khảo
- Aidan Dodson (2012), Afterglow of Empire: Egypt from the Fall of the New Kingdom to the Saite Renaissance, Đại học Hoa Kỳ tại Cairo ISBN 978-9774165313
- Aidan Dodson & Dyan Hilton (2004), The Complete Royal Families of Ancient Egypt, Thames & Hudson ISBN 0-500-05128-3
- Beatrice L. Goff (2014), Symbols of Ancient Egypt in the Late Period, Nhà xuất bản Walter de Gruyter GmbH & Co KG ISBN 978-3110801804

## Chú thích

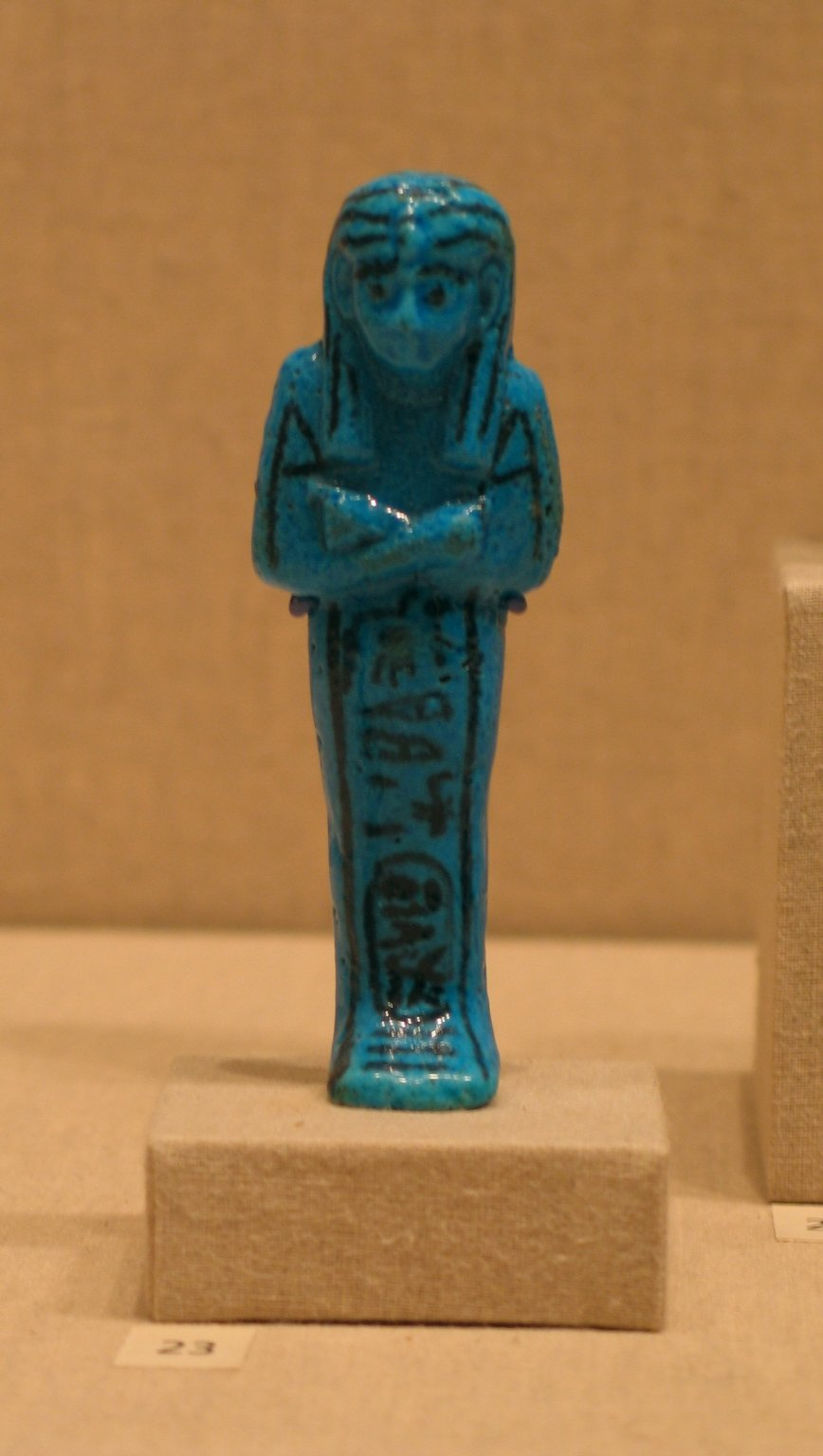
Một bức tượng shabti của Pinedjem I